# Театр Пале-Рояль
Театр Пале-Рояль (фр. Théâtre du Palais-Royal) — театр на улице Монпансье в Париже.

## История
Первоначально театр был известен как театр де Божоле — кукольный театр на 750 зрителей. Здание было построено в 1784 году по проекту архитектора Виктора Луи. В 1790 году театр де Божоле арендовала мадемуазель Монтансье, и он стал известен как театр Монтансье. Мадемуазель Монтансье ставила пьесы и итальянские оперы, переведённые на французский язык. В 1791 году она наняла Виктора Луи для проведения реконструкции сцены и зрительного зала, который после перестройки стал вмещать 1300 зрителей. После того как указом Наполеона о театрах в 1807 году были введены существенные ограничения на виды публичных зрелищ, в театре Монтансье проходили выступления акробатов, танцы на канате, представления с дрессированными собаками и неаполитанскими марионетками. В 1812 году театр был преобразован в кафе с развлекательной программой.
После Июльской революции 1830 года некоторые из ограничений для театров были отменены. Отремонтированный театр был вновь открыт с лицензией, дающей право представлять комедии, водевили и комические оперы; в числе прочих здесь ставились некоторые ранние произведения Эрве. Со временем театр стал одной из значительных музыкальных сцен города и особенно прославился постановками комедий Эжена Лабиша. Жанровые ограничения были отменены в 1864 году, и в Пале-Рояле ставились не только комедии и фарсы (например, Фейдо), но также произведения более «серьёзные», в том числе оперетты, из которых самая известная, вероятно, «Парижская жизнь» (фр. La Vie parisienne) Оффенбаха (1866). В Пале-Рояле играли знаменитые актрисы Гортензия Шнейдер и Виржини Дежазе.